# Paecilomyces reniformis
Paecilomyces reniformis är en svampart som beskrevs av Samson & H.C. Evans 1974. Paecilomyces reniformis ingår i släktet Paecilomyces och familjen Trichocomaceae.   Inga underarter finns listade i Catalogue of Life.